# Faneto
«Faneto» — сингл із мікстейпу американського репера Chief Keef Back from the Dead 2 (2014). Він повільно досяг андеґраундного успіху, зрештою набравши понад 60 млн переглядів на YouTube і ставши затребуваним серед емсі, діджеїв та радіо.

## Опис
«Faneto» характеризують як вибухову, запальну й ритмічну, а також дивну, нетипову за звучанням і несподівану пісню. Вона містить багато едлібів та лунку ударну лінію басу. Chief Keef робить погрози на кшталт підірвати штат Нью-Джерсі у відповідь на спробу вкрасти у нього коштовності. Місцями наявні зображення насилля, як от: «Talkin' out his neck, pistol to his throat (To his throat, bang) / Blow this motherfucker, he gonna choke».

### Інші версії
2015 року зроблено десятихвилинний ремікс з участю чиказьких реперів Lil Bibby, Lil Herb, King Louie та Lil Durk. Продюсер: DJ Pharris.
15 грудня 2023 року Lil Gnar випустив версію під назвою «Faneto (Gnar Mix)». У пісні використано оригінальний біт «Faneto».

## Сприйняття
Пісня мала стійкий вірусний успіх, близько 60 млн сукупних переглядів на YouTube. Свою кавер-версію записав Drake. В одному з оглядів відзначено, що «Back from the Dead 2» є одним із найкращих мікстейпів Chief Keef, і що «Faneto» є його центральним елементом, який допоміг закріпитися Кіфові в реп-індустрії, позаяк: «Інтернет заполонили нескінченні ремікси на цей трек, піднявши статус майже кожного репера, який узявся за біт (див.: Young Pappy та Famous Dex). Chief Keef не був минущим. „Faneto“ зробив це незаперечним».
Журнал XXL заявив, що пісня «безсумнівно стала одним із найбільших гімнів хіп-хоп вечірок за останні роки».
Complex повідомили про безперервність успіху пісні: «У квітні 2015 року „Chicago Reader“ опублікували статтю, яка привернула увагу до несподіваного, „повільного“ зростання популярності пісні, випущеної менше року тому. І ось ми тут, у 2019 році, і „Faneto“ така ж популярна, як і раніше.»
Коли його запитали, чому, на його думку, люди досі палко реагують на музику п'ять років потому, Chief Keef пояснив, що все почалося з того дня, коли він уперше створив біт. «Вони відчувають його, це насування», — сказав він. «Коли я створив біт, я навіть не знав, як я хочу зробити ударні. Я спробував дещо інше. Ви можете почути, як звучить ляскіт. Я просто продовжив так, і людям це сподобалося.»
Набув розголосу випадок, коли в жовтні 2018 року під час домашньої вечірки в Клемсонському університеті через стрибки під «Faneto» обвалилася підлога. 30 осіб зазнали ушкоджень без загрози життю.

## Сертифікації
| Регіон                                                      | Сертифікація | Продажі   |
| ----------------------------------------------------------- | ------------ | --------- |
| США (RIAA)                                                  | Платиновий   | 1 000 000 |
| продажі+прослуховування, що базуються лише на сертифікаціях |              |           |